# Ivanauskiella psamathias
Ivanauskiella psamathias is een vlinder uit de familie tastermotten (Gelechiidae). De wetenschappelijke naam is voor het eerst geldig gepubliceerd in 1891 door Meyrick.
De soort komt voor in Europa.